# Titranje
Titranje je periodičko mijenjanje neke fizikalne veličine, ponavljanje niza stanja u određenim vremenskim razmacima (intervalima). Titraj je skup svih stanja ili vrijednosti koje poprima periodička veličina ili funkcija do svojega opetovanja. (Titranja u širem smislu mogu biti i neperiodičke promjene.) 
Matematički je najjednostavnije sinusno titranje. Trenutačna vrijednost veličine koja sinusno titra dana je jednadžbom:
{\displaystyle x(t)=A\cdot \sin \left({\frac {2\cdot \pi \cdot t}{T}}+\phi \right)}
gdje je: t - (vrijeme) nezavisna promjenjiva (varijabla), a A, T i φ su konstantne veličine. Trenutačna vrijednost x naziva se elongacija (trenutačna udaljenost materijalne točke koja titra od ravnotežnoga položaja), A je amplituda (maksimalna vrijednost elongacije), T je vrijeme trajanja jednoga titraja ili period titraja. Vrijednost f = 1/T jest broj titraja u jedinici vremena ili frekvencija. Argument (2πt/T + φ) jest fazni kut i određuje trenutačno stanje titraja. Na početku titraja (t = 0) fazni kut je φ i naziva se početni fazni kut. Polazna vrijednost stanja može se odabrati i tako da je početni fazni kut jednak nuli.
Mijenjaju li se amplituda i faza vremenski polagano u usporedbi s trajanjem jednoga titraja, titranje je srodno sinusnomu titranju. Ako se amplituda titranja mijenja, govori se o titranju s moduliranom amplitudom; koleba li se pak frekvencija, radi se o titranju s moduliranom frekvencijom. Titranja koja su istodobno istofrekventna i istofazna nazivaju se sinkrona titranja. Podudaraju li se frekvencije dvaju titraja, javlja se interferencija koja može dovesti do rezonancije. Dva titraja bliskih frekvencija daju udare. Frekvencija udara jednaka je apsolutnoj vrijednosti razlike frekvencija tih dvaju titraja.
Pojave titranja vrlo su česte. Tako na primjer titranjem zračnih čestica nastaje ton. Titranje električnoga naboja proizvodi cijeli spektar elektromagnetskih valova, od gama-zračenja do radiovalova.
Posebni oblici titranja su periodičko titranje i harmonijsko titranje koja se mogu matematički jednostavno prikazati i analizirati.

## Oscilacije
Oscilacije (kasnolatinski oscillatio: njihanje), općenito znači kolebanja, nestalnost (oscilacije tečaja, oscilacije temperature). Oscilacije, u fizici, je zbivanje kod kojega se neki fizikalni sustav ili neka pojava nakon promjene vraća u početno stanje. Najveće odstupanje od nekoga početnog stanja naziva se amplitudom. Za oscilacije žice, štapa, membrane ili za periodične promjene električne struje rabi se pojam titranje, a za oscilacije mehaničkog sustava s malim amplitudama vibracije. Širenjem oscilacija u prostoru nastaju valovi (elektromagnetski, morski, zvučni). U geofizici, oscilacija Zemlje naziva se potres.

### Vibracije
Vibracije (kasnolat. vibratio: drhtanje, treperenje) je periodično ili ciklično gibanje mehaničkih sustava (strojevi, građevine i drugo) oko ravnotežnog položaja prouzročeno vanjskom periodičnom silom ili otklonom iz ravnotežnoga položaja. Za razliku od titranja, vibracije se javljaju s relativno malim otklonima od ravnotežnog položaja s obzirom na razmjere mehaničkog sustava. U svakom se titraju potencijalna energija sustava pretvara u kinetičku i obrnuto, uz djelomičan gubitak energije zbog otpora i trenja, koja u obliku topline napušta sustav.

## Mehaničko titranje
Titranje počinje kad tijelo izvedemo iz položaja ravnoteže.
Kad se tijelo giba u jednom smjeru, na njega u suprotnom smjeru djeluje elastična sila Fe koja ga vraća u položaj ravnoteže (primjer titranje opruge).
Ubrzanje tijela je promjenljiva i raste s udaljavanjem od položaja ravnoteže:
{\displaystyle m\cdot a=-k\cdot l}
{\displaystyle a=-{\frac {k}{m}}\cdot l}
gdje je l udaljenost tijela od položaja ravnoteže – elongacija.
Najveća elongacija je amplituda titranja i označava se s X0, A ili Y0.
vrijeme potrebno za jedan titraj je T – period:
{\displaystyle T={\frac {t}{N}}}
gdje je t proteklo vrijeme, a N broj titraja.
Omjer broja titraja i proteklog vremena je ν ili f – frekvencija titranja:
{\displaystyle \nu ={\frac {N}{t}}={\frac {N}{N\cdot T}}={\frac {1}{T}}}
Ako je vrijeme titraja manje (kraće) frekvencija titranja je veća (viša).

## Poveznice
- Harmonijsko titranje